# Mahay (Cameroun)
Mahay (ou Mahai) est une localité du Cameroun située dans le département du Mayo-Kani et la Région de l'Extrême-Nord, à proximité de la frontière avec le Tchad. Elle fait partie de la commune de Kaélé et du canton de Midjivin.

## Population
En 1970, la localité comptait 559 habitants, principalement Guiziga. Lors du recensement de 2005, 642 personnes y ont été dénombrées.